# Bike Aid
Bike Aid ist ein deutsches Radsportteam mit Sitz in Blieskastel, das einen Schwerpunkt auf soziale und humanitäre Projekte legt.

## Geschichte und Organisation
Die Mannschaft wurde im Jahr 2009 von Timo Schäfer und Matthias Schnapka gegründet und ist seit 2014 als UCI Continental Team registriert.
Die Besonderheit von Team Bike Aid besteht darin, dass es nicht nur sportliche Erfolge, sondern auch soziale und wohltätige Zwecke – insbesondere bei der Förderung des Radsports in Afrika – verfolgt. Ziel des Teams ist es nach eigenen Aussagen, mit eigenen Projekten einen Beitrag zur Förderung von Bildung in strukturarmen Ländern zu leisten sowie interkulturellen Austausch zu ermöglichen und selbst zu leben. Die Fahrer aus Entwicklungsländern sollen neben einer sportlichen Perspektive auch eine Sprachausbildung und ein Betriebspraktikum bei Teamsponsoren erhalten.
Das Team ist verbunden mit und wird unterstützt durch den namensgebenden Bike Aid e. V., einem gemeinnützigen Verein mit Sitz in Saarbrücken, dessen Ziel es ist, Wohltätigkeit und die Förderung des Radsports miteinander zu verbinden.
Das Team hat seit  seiner Gründung weltweit an verschiedenen internationalen Radsportveranstaltungen teilgenommen und erzielte den Großteil seiner Erfolge außerhalb von Europa. Im ersten Jahr als Continental Team gewann Mekseb Debesay aus Eritrea die Einzelwertung der UCI Africa Tour 2014, die das Team auf Rang drei der Mannschaftswertung abschloss. Das Team gewann die Mannschaftswertung der UCI Africa Tour 2017. Erfolgreichster Fahrer ist Lucas Carstensen, der während seiner Zeit im Team 13 Siege erzielte.
Zu Beginn der Saison 2020 wurde die türkische Corendon Airlines, vormals Sponsor des Teams Corendon-Circus, neuer Sponsor der Mannschaft.

## Saison 2025
Mannschaft
| Teamkader 2025          | Teamkader 2025    | Teamkader 2025 | Teamkader 2025                                        |
| Name                    | Geburtsdatum      | Land           | Vorheriges Team                                       |
| ----------------------- | ----------------- | -------------- | ----------------------------------------------------- |
| Simon Bak               | 12. Februar 2000  | Dänemark       | ColoQuick (2024)                                      |
| Máté Balázs             | 28. Juli 2005     | Deutschland    |                                                       |
| Antoine Berlin          | 2. August 1989    | Monaco         | Team Vorarlberg (2023)                                |
| Léo Bouvier             | 14. Februar 1998  | Frankreich     | Team Elite Restauration-Louault 89 (2021)             |
| Vinzent Dorn            | 1. Juni 1998      | Deutschland    | SV Kirchzarten (2022)                                 |
| Yoel Habteab            | 26. März 2004     | Eritrea        | Eritel (2023)                                         |
| Anton Theo Lennemann    | 5. März 2003      | Deutschland    | BIKE AID Südliche Weinstrasse Development Team (2024) |
| Oliver Mattheis         | 24. April 1995    | Deutschland    | Embrace The World Cycling (2022)                      |
| Lasse Reuß              | 17. Mai 2000      | Deutschland    |                                                       |
| Mehmet Şampiyonbisiklet | 4. Dezember 1985  | Türkei         | Vini Monzon-Savini Due-OMZ (2024)                     |
| Anton Schiffer          | 1. September 1999 | Deutschland    | BIKE AID Development (2023)                           |
| Lennard Sternsdorff     | 6. Oktober 2004   | Deutschland    |                                                       |
| Dawit Yemane            | 1. Januar 1998    | Eritrea        |                                                       |
|                         |                   |                |                                                       |
| Quelle: ProCyclingStats |                   |                |                                                       |

Siege
| Siege | Siege  | Siege | Siege  | Siege  | Siege |
| Datum | Rennen | Staat | Klasse | Sieger |       |
| ----- | ------ | ----- | ------ | ------ | ----- |

## Erfolge als UCI Continental Team
| Rennserie                 | 2014 | 2015 | 2016 | 2017 | 2018 | 2019 | 2020 | 2021 | 2022 | 2023 | 2024 |
| ------------------------- | ---- | ---- | ---- | ---- | ---- | ---- | ---- | ---- | ---- | ---- | ---- |
| UCI ProSeries             | –    | –    | –    | –    | –    | –    | –    | –    | –    | –    | –    |
| UCI Continental Circuits  | 6    | 8    | 2    | 7    | 8    | 4    | 6    | 8    | 4    | –    | 4    |
| nationale Meisterschaften | –    | –    | –    | –    | –    | –    | –    | –    | –    | –    | –    |

## Platzierungen in den UCI-Ranglisten
UCI World Ranking
| World Ranking | World Ranking | World Ranking            | World Ranking |
| Jahr          | Teamwertung   | Einzelwertung            |               |
| ------------- | ------------- | ------------------------ | ------------- |
| 2016          | —             | Meron Teshome (710. )    |               |
| 2017          | —             | Meron Teshome (302. )    |               |
| 2018          | —             | Nikodemus Holler (371. ) |               |
| 2019          | 86.           | Sirak Tesfom (177. )     |               |
| 2020          | 39.           | Nikodemus Holler (199. ) |               |
| 2021          | 48.           | Azzedine Lagab (285. )   |               |
| 2022          | 36.           | Dawit Yemane (277. )     |               |
| 2023          | 107.          | Dawit Yemane (547. )     |               |
| 2024          | 72.           | Dawit Yemane (467. )     |               |
|               |               |                          |               |
| Quelle: UCI   |               |                          |               |

UCI Africa Tour
| Saison | Mannschaftswertung | bester Fahrer       |
| ------ | ------------------ | ------------------- |
| 2014   | 3.                 | Mekseb Debesay (1.) |
| 2015   | 4.                 | Mekseb Debesay (5.) |
| 2016   | 7.                 | Meron Teshome (33.) |

UCI America Tour
| Saison | Mannschaftswertung | bester Fahrer        |
| ------ | ------------------ | -------------------- |
| 2014   | –                  | –                    |
| 2015   | 48.                | Yannick Mayer (315.) |
| 2016   | –                  | –                    |

UCI Asia Tour
| Saison | Mannschaftswertung | bester Fahrer           |
| ------ | ------------------ | ----------------------- |
| 2014   | 76.                | Mekseb Debesay (370.)   |
| 2015   | 73.                | Meron Amanuel (296.)    |
| 2016   | 57.                | Nikodemus Holler (182.) |

UCI Europe Tour
| Saison    | Mannschaftswertung | bester Fahrer            |
| --------- | ------------------ | ------------------------ |
| 2014-2015 | –                  | –                        |
| 2016      | 130.               | Nikodemus Holler (1267.) |
| 2017      | 119.               | Nikodemus Holler (1023.) |
| 2018      | 89.                | Nikodemus Holler (516.)  |